# 厄特雷日维尔
厄特雷日维尔（法語：Heutrégiville，法語發音：[øtʁeʒivil]）是法国马恩省的一个市镇，位于该省北部，属于兰斯区。

## 地理
厄特雷日维尔（49°19'31"N, 4°15'43"E）面积11.62 平方千米，位于法国大東部大區马恩省，该省份为法国东北部内陆省份，北起阿登省，西北接埃纳省，西南接塞纳-马恩省，南至奥布省，东南接上马恩省，东临默兹省。
与厄特雷日维尔接壤的市镇（或旧市镇、城区）包括：欧松斯、拉瓦讷、圣马姆、塞勒、瓦默里维尔。

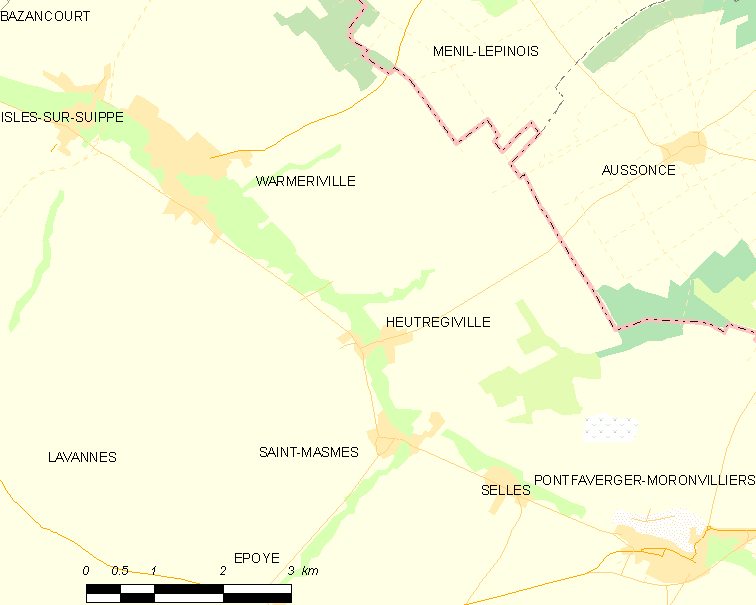
厄特雷日维尔的OSM定位图

厄特雷日维尔的时区为UTC+01:00、UTC+02:00（夏令时）。

## 行政
厄特雷日维尔的邮政编码为51110，INSEE市镇编码为51293。

## 政治
厄特雷日维尔所属的省级选区为勃艮第-弗雷讷县。

## 人口

1962-2008年间厄特雷日维尔人口变化图示

厄特雷日维尔于2022年1月1日时的人口数量为504人。